# Гаплогруппа R7 (мтДНК)
Гаплогруппа R7 — гаплогруппа митохондриальной ДНК человека.

## Субклады

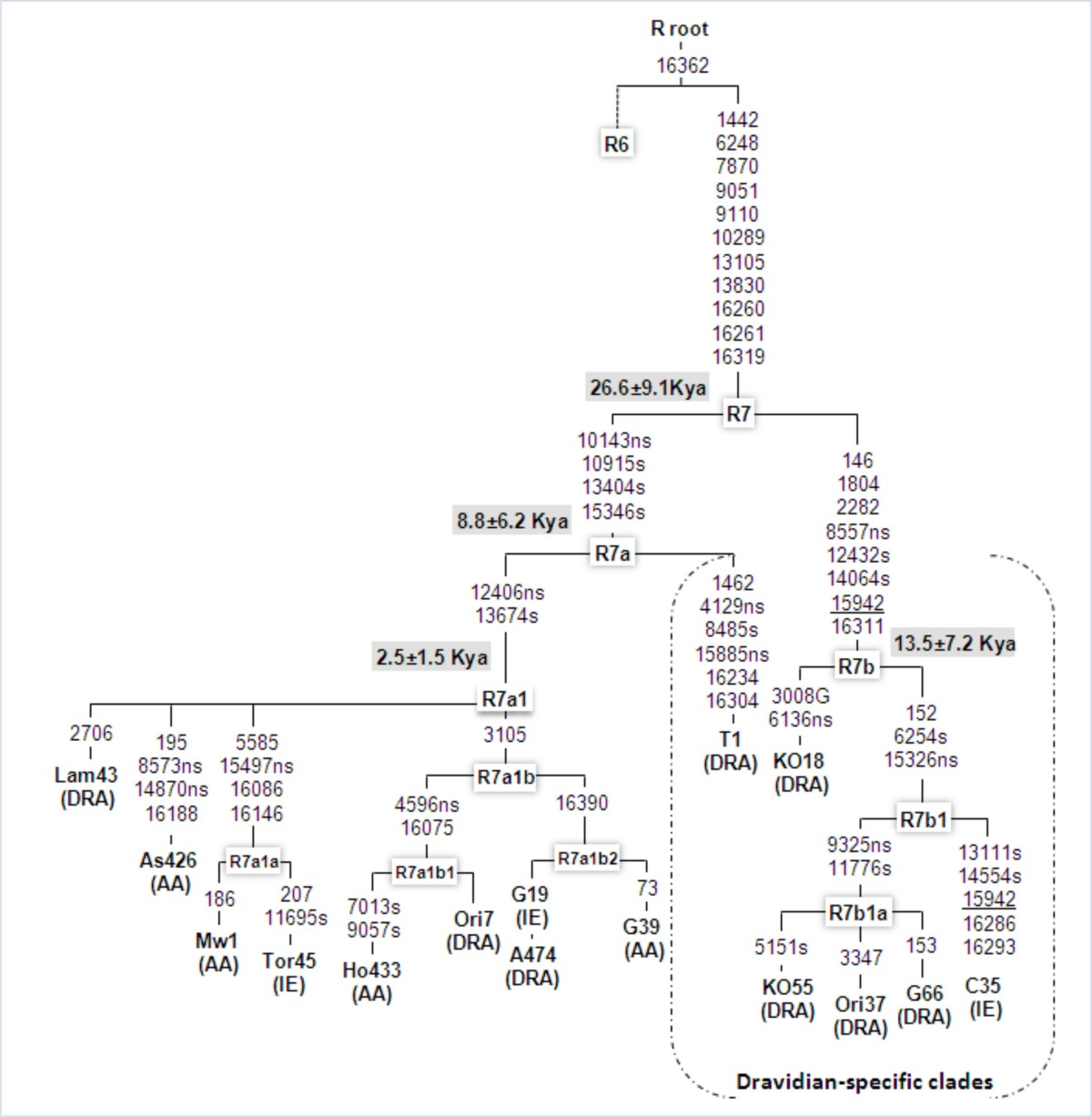

- R7
  - R7a'b
    - R7a
      - R7a1

    - R7b
      - R7b1
      - R7b2

  - R7c

## Распространение

### Южная Азия
Индия
Сравнение паттернов распределения гаплогрупп по отношению к лингвистическим группам показывает, что частота клады R7 в несколько раз выше среди говорящих на АА (мунда), чем среди дравидийского и индоевропейского населения.
- австроазиатские языки – 5,90 % (983)
- дравидийские языки – 1,37 % (2190)
- индоевропейские языки – 0,58 % (2240)
- тибето-бирманские языки – 0,00 % (172)

## Палеогенетика

### Бронзовый век
Шахри-Сухте
- I8728 — 303C, T.303C, Period II, phase 5B — Систан и Белуджистан, Иран — 2600–2500 BCE — М — J2a > J-Z6082 : R7.[2]

Дольменная культура
- могильник Шушук — Майкопский район, Адыгея, Россия — ХIХ–ХVII вв. до н.э — R7a'b.[3]
  - 3 — дольмен №5, скелет №5
  - 4, 5 — дольмен №6
  - 6 — дольмен №6, скелет №2
  - 9, 10 — дольмен №10

### Средние века
Дания
- Rathausmarkt — Шлезвиг, Шлезвиг-Гольштейн, Германия — 1070–1210 AD.[4]
  - Rathaus20 | KH130119 — Ж (16-18) — R7.
  - Rathaus114 | KH130147 — М (28-32) — R7.
  - Rathaus203 | KH130183 — М (50-65) — R7.

## Публикации
2008
- Chaubey G, Karmin M, Metspalu E, et al. (Август 2008). Phylogeography of mtDNA haplogroup R7 in the Indian peninsula. BMC Evolutionary Biology. 8. doi:10.1186/1471-2148-8-227. PMC 2529308. PMID 18680585.{{cite journal}}:  Википедия:Обслуживание CS1 (не помеченный открытым DOI) (ссылка)

2017
- Шарко Ф.С., Булыгина Е.С., Цыганкова С.В., Резепкин А.Д., Недолужко А.В. Анализ митохондриальной ДНК, выделенной из человеческих останков дольменного памятника Шушук // V (ХХI) Всероссийский археологический съезд : сборник научных трудов. — Барнаул: ФГБОУ ВО «АлтГУ», 2017. — С. 1156―1157. — ISBN 978-5-7904-2196-9.

2018
- Krause-Kyora B; Nutsua M; Boehme L; et al. (Май 2018). Ancient DNA study reveals HLA susceptibility locus for leprosy in medieval Europeans. Nature Communications. 9 (1). doi:10.1038/s41467-018-03857-x. PMC 5931558. PMID 29717136.

2019
- Narasimhan V.; Patterson N.; Moorjani P; et al. (Сентябрь 2019). The formation of human populations in South and Central Asia. Science. 365 (6457). doi:10.1126/science.aat7487. PMC 6822619. PMID 31488661.